# Veade
Veade ist ein Ort und eine ehemalige Gemeinde (Freguesia) im portugiesischen Kreis Celorico de Basto. Die Gemeinde hatte 711 Einwohner (Stand 30. Juni 2011).
Am 29. September 2013 wurden die Gemeinden Veade, Gagos und Molares zur neuen Gemeinde União das Freguesias de Veade, Gagos e Molares zusammengeschlossen. Veade ist Sitz dieser neu gebildeten Gemeinde.